# 민투연
민투연(民闘連, 문화어: 민투련)으로 불리는 민족차별과 투쟁하는 연결협의회(民族差別과 鬪爭하는 連絡協議會, 일본어: 民族差別と闘う連絡協議会)는 재일 한국인 청년층들이 인종차별에 맞서 싸우기 위해 만든 운동 단체이다. 한국인의 일본 사회 통합에 대한 다문화적이고 긍정적인 접근 방식을 요구한다.
지역적 정체성과 문제를 강조하고 재일 한국인이 한국에 고향을 둔 외국인이므로 한국정치의 문제에 관심을 가져야 한다는 생각을 거부한다. 대신 그들은 재일 한국인들이 일본에서 태어나고 자랐으며 계속해서 일본을 자신들의 고향으로 삼을 필요가 있다고 주장한다.